# 1313 Berna
Az 1313 Berna (ideiglenes jelöléssel 1933 QG) a Naprendszer kisbolygóövében található aszteroida. Sylvain Julien Victor Arend fedezte fel 1933. augusztus 24-én.